# Przecznica (ulica)
Przecznica – określenie dla ulicy prostopadłej do głównej arterii lub do innej ulicy przecinającej ją.